# Rohizna (obwód winnicki)
Rohizna (ukr. Рогізна) – wieś na Ukrainie, w obwodzie winnickim, w rejonie tywriwskim, nad Bohem. W 2001 roku liczyła 237 mieszkańców.